# Bjarni Benediktsson (1908–1970)
Bjarni Benediktsson (ur. 30 kwietnia 1908 w Reykjavíku, zm. 10 lipca 1970 w Þingvellir) – islandzki polityk i samorządowiec, w latach 1940–1947 burmistrz Reykjavíku, w latach 1947–1953 minister spraw zagranicznych, w latach 1947–1956 oraz 1959–1963 minister sprawiedliwości, w 1961 pełniący obowiązki premiera, w latach 1963–1970 premier Islandii.

## Życiorys
Urodził się 30 kwietnia 1908 w Reykjavíku jako syn polityka Benedikta Sveinssona (1877–1954) i Guðrún Pétursdóttir (1878–1963).
Swoją karierę polityczną związał z Partią Niepodległości. W latach 1940–1947 był burmistrzem  Reykjavíku. W latach 1942–1946 oraz 1949–1970 był posłem do Althingu. 

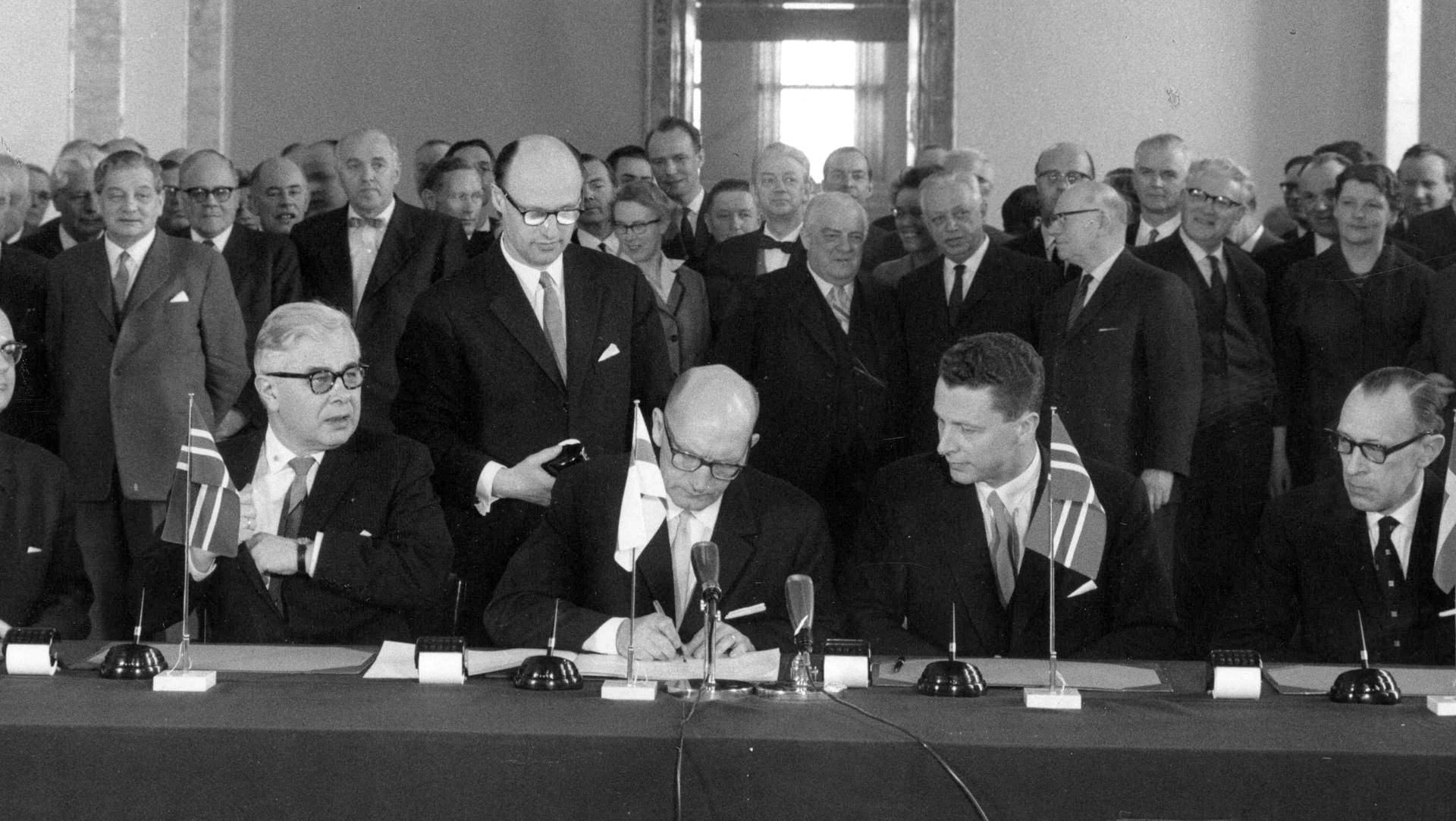
Podpisanie traktatu w Helsinkach (1962). Od lewej: Bjarni Benediktsson, Martti Miettunen, Helge Sivertsen i Herman Kling

4 lutego 1947 w rządzie Stefána Jóhanna Stefánssona objął ministerstwa spraw zagranicznych i sprawiedliwości, zastępując odpowiednio Ólafura Thorsa i Finnura Jónssona. 11 września 1953 nowym ministrem spraw zagranicznych została Kristinn Gudmundsson, ministrem sprawiedliwości Benediktsson pozostał do 24 lipca 1956 kiedy zastąpił go Hermann Jónasson. Powrócił na ten urząd trzy lata później 20 listopada 1959, w miejsce Fridjóna Skarphédinssona w piątym rządzie Ólafura Thorsa. Od 14 lipca do 31 grudnia 1961 tymczasowo pełnił obowiązki premiera za Thorsa. W tym czasie jego obowiązki w resorcie przejął Jóhann Hafstein, który objął ten urząd na stałe, gdy 14 listopada 1963, podczas kadencji prezydenta Ásgeira Ásgeirssona, Benediktsson objął po Thorsie urząd premiera Islandii. Pozostał na stanowisku przez blisko siedem lat.
Zginął w pożarze letniego domku rządowego w Þingvellir 10 lipca 1970, wraz z żoną i czteroletnim wnukiem.
Jego następcą na stanowisku premiera został Jóhann Hafstein.

## Życie prywatne
Był żonaty z Sigridur (1919–1970). Mieli czworo dzieci Björna (ur. 1944), Guðrún (ur. 1946), Valgerður (ur. 1950) i Annę (ur. 1955).
Björn Bjarnason również został politykiem, służył jako minister edukacji i sprawiedliwości. 

## Przypisy

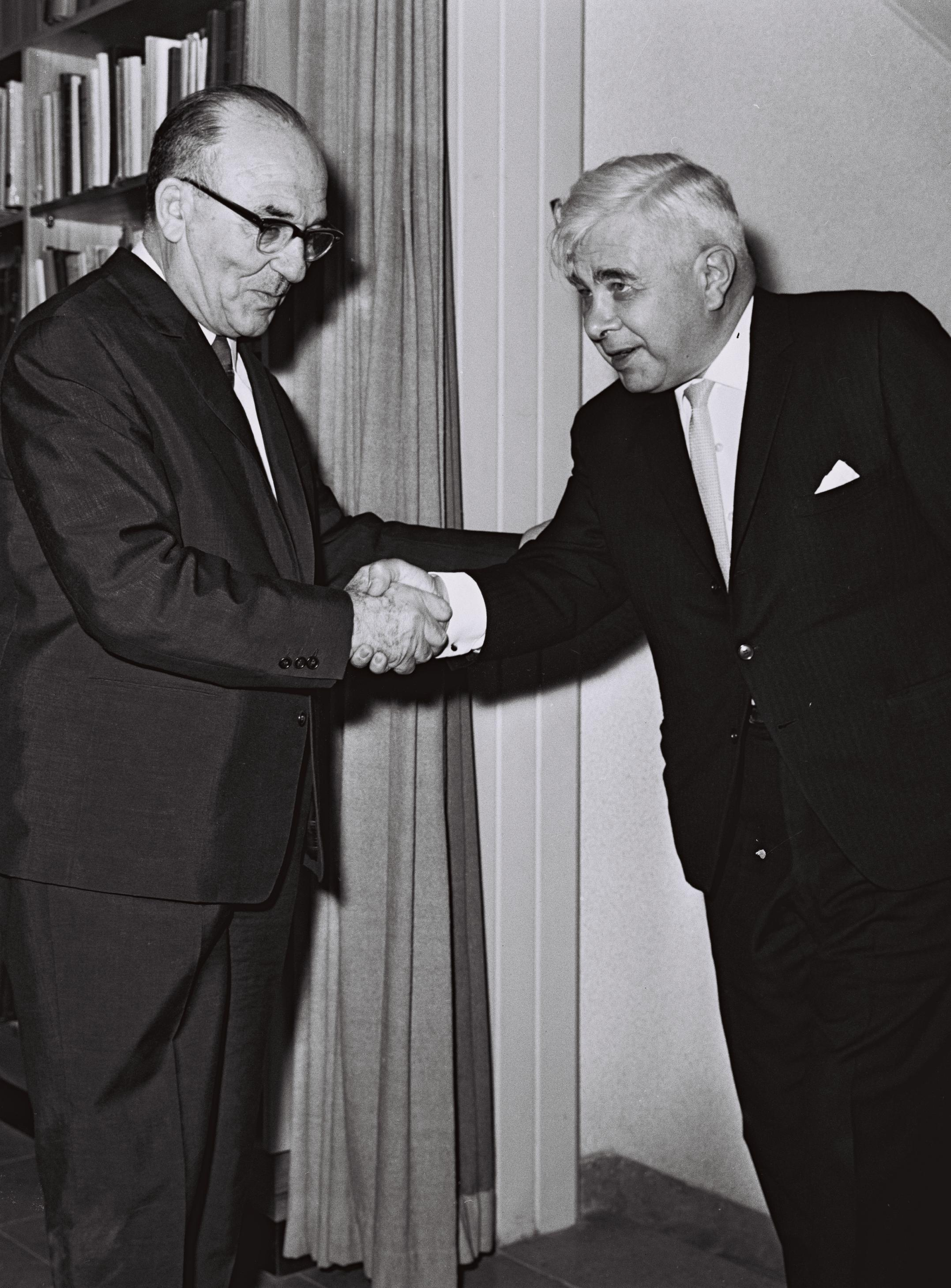
Lewi Eszkol i Bjarni Benediktsson (1964)